# Радек Мартінек
Радек Мартінек (чеськ. Radek Martínek; 31 серпня 1976, м. Гавлічкув-Брод, ЧССР) — чеський хокеїст, захисник. Виступає за  у Національній хокейній лізі.
Вихованець хокейної школи ХК «Чеське Будейовіце». Виступав за ХК «Чеське Будейовіце», «Нью-Йорк Айлендерс», «Бріджпорт-Саунд Тайгерс» (АХЛ), «Колумбус Блю-Джекетс».
В чемпіонатах НХЛ — 486 матчів (25+85), у турнірах Кубка Стенлі — 11 матчів (0+1).
У складі національної збірної Чехії учасник чемпіонатів світу 2000, 2001 і 2011. 
Досягнення
- Чемпіон світу (2000, 2001), бронзовий призер (2011).